# Poležajevskaja (stanice metra v Moskvě)
Poležajevskaja (rusky Полежаевская) je stanice metra v Moskvě. Svůj název nese po významném staviteli metra, Vasilijevu Dementěviči Poležajevovi. Z této stanice je možná bezplatný přestup na stanici Chorošovskaja linky Bolšaja kolcevaja a na stanici Chorošovo Moskevského centrálního okruhu.

## Charakter stanice
Poležajevskaja je mělce založená, hloubená stanice. Nachází se na Tagansko-Krasnopresněnské lince, v její severní části. Otevřena byla 30. prosince roku 1972. Denně ji využije okolo 73 000 cestujících.
Nástupiště stanice se podobá stanici Partizanskaja; jsou zde tedy nástupiště dvě a celkem tři koleje. U jedné koleje je tak možný nástup z obou stran vlaku. Třetí kolej, která pokračuje dalších 340 m dál za stanici, se však nepoužívá k pravidelnému provozu, pouze tedy pro noční odstavení vlaků.
Podzemní prostory stanice, které jsou podpírané dohromady dvěma řadami osmibokých sloupů, jsou obložené dlaždicemi (stěny) a bílým mramorem s různými barevnými nádechy (sloupy).
Stanice byla takto zkonstruována z toho důvodu, že zde měla začínat větev sedmé linky směrem ke čtvrti Serebrjannyj Bor. Plán se do současné podoby však změnil až po zahájení výstavby stanice, a tudíž se tak začalo podle neaktuální koncepce. V budoucnosti se uvažuje sem napojit větev Mini-metro Filjovské linky.